# Jérôme Coignard
Abbé Jérôme Coignard är en fiktiv person i Anatole Frances roman La rôtisserie de la reine pédauque (svensk översättning Drottning Gåsfot) och i hans Les opinions de M. J. C..
Coignard förkroppligar den galliska esprin i den människovänliga och överseende ironins form och är typen för en intellektuell epikuré.
Abbé Coignard var även pseudonym för författaren och journalisten Hjalmar Lundgren.